# Omalogyroidea
Omalogyroidea zijn een superfamilie van slakken.

## Taxonomie
De volgende families zijn bij de superfamilie ingedeeld::
- Omalogyridae G.O. Sars, 1878
- † Stuoraxidae  Bandel, 1994[2]